# Praxe em Portugal
O termo praxe descreve o conjunto das tradições académicas dos estudantes do Ensino superior em Portugal ou, mais frequentemente, os rituais de iniciação a que os caloiros são submetidos nas faculdades e universidades portuguesas. A praxe é replicada na maioria das instituições de Ensino Superior de Portugal, sendo geralmente realizada no primeiro ano de matrícula, visando a integração dos novos alunos. O objetivo alegado deste ritual de integração é a transmissão de valores dos alunos mais velhos para os mais novos, na tentativa de manter vivas as tradições da sua respetiva Academia.
Com o crescimento do número de instituições de Ensino Superior em Portugal no final do século XX, o conceito de praxe tornou-se diferente consoante a Academia. Nas Universidades de Coimbra e Porto afirma-se que estas mantém a tradição das verdadeiras tradições académicas, geralmente em contraste com novas práticas instituídas em faculdades e universidades mais novas.
A praxe na sua vertente solidária tem vindo a ter um crescimento nos últimos anos, existindo ações de praxe com vertente solidária num número cada vez maior de instituições de Ensino Superior. Entre estas ações, podemos encontrar exemplos de recolhas de alimentos e roupa ou trabalho comunitário, por exemplo. Em algumas instituições, estas ações são organizadas pela própria Academia em alternativa à Praxe tradicional, noutras são organizadas pelos próprios estudantes e integradas nas tradições de Praxe.

## História
Nas Universidades, os rituais de receção a novos alunos datam pelo menos desde o início do século XVIII. Quando D. João V declarou que “mando que todo e qualquer estudante que por obra ou palavra ofender a outro com o pretexto de novato, ainda que seja levemente, lhe sejam riscados os cursos”. Esta proibição não foi suficiente para que, no século seguinte, esses rituais se tornassem em coisas tão brutas como pontapés nas canelas, conhecidos como canelões, ou o rapanço, onde lhes cortavam o cabelo, ou até a pastada, onde os novatos imitavam animais a comer o pasto. Na segunda metade deste mesmo século (século XIX), estes atos grutescos começam, então, a ser chamados de “Praxe”. Depois de, ao longo do século seguinte, a “Praxe” provocar um enorme desassossego na sociedade e nas próprias universidades, é abolida com a Instauração da República.
A “Praxe” renasce depois em 1919, sendo recuperada como um símbolo da Academia, e volta a desaparecer no final da década de 60 entrando em desuso, devido ao Luto Académico que é instaurado depois da Crise Académica de 1969. No início da década de 80, e já com o fim do Luto Académico, renasce então a “praxe” como nós a conhecemos. E assim, na década seguinte, a “Praxe” expande-se para outras universidades por todo o país, onde não havia qualquer tradição, tornando-se, também agora, alvo de polémicas.

## Mote
Associado à Praxe, está o mote Dvra Praxis, Sed Praxis (a Praxe é dura, mas é a Praxe) - baseada no mote latino Dvra Lex, Sed Lex. Este mote erradamente foi entendido como uma expressão de um conjunto de práticas relativas a caloiros que se caracterizava pela dureza (física e/ou psicológica). No entanto, a sua inspiração é de carácter jurídico, significando que a Praxe é "dura" devido a ser isenta, sendo todos tratados de igual forma, uma vez que todos são iguais entre estudantes.

## Controvérsias
Por vezes as atividades de Praxe são levadas a extremos que promovem alguma animosidade e crítica por parte do público geral. Isto deve-se muito a pessoas que não fazem o bom uso do seu poder e acabam por, através da humilhação e da violência, degradar o código e os valores da praxe. Cada academia possui o seu próprio “código de praxe” que é constituído pelas normas praxistas, bem como tudo o que lhe diga respeito (traje, hierarquia, etc). Este foi formado para defender os valores da praxe em questão, sendo que desrespeitando o mesmo ficarão sujeitos a diversas sanções.
No entanto, a existência destes códigos não impede algumas destas situações extremas, por vezes resultando em tragédia, como foi o caso da Tragédia do Meco a 15 de dezembro de 2013, na qual 6 estudantes faleceram após terem sido arrastados por uma onda.